# The Career of Katherine Bush
The Career of Katherine Bush er en amerikansk stumfilm fra 1919 af Roy William Neill.

## Medvirkende
- Catherine Calvert - Katherine Bush
- John Goldsworthy - Lord Algernon Fitz-Rufus
- Crauford Kent - Lord Gerald Strobridge
- Mathilde Brundage - Lady Garrubardine
- Helen Montrose - Lao Belemar